# Сент-Аман, Пьер де
Пьер Шарль Фурнье де Сент-Аман (фр. Pierre Charles Fournier de Saint-Amant; 12 сентября 1800, замок Латур близ Монфланкена — 29 октября 1873, замок Гидра в Алжире) — французский шахматист, один из сильнейших в мире в 1820—40-х годах.
Сент-Аман был учеником эльзасского шахматиста Шлумбергера. Начиная с 20-х годов, являлся одним из лучших игроков «Кафе де ля Режанс». Сент-Аман много путешествовал, был дипломатическим работником в колониях Франции, занимался оптовой торговлей вином, был капитаном национальной гвардии, редактировал шахматный журнал «Паламед» после смерти Лабурдонне, написал книгу о Кайенне. Жил в Алжире.
После проигрыша матча Стаунтону 1843 году играл очень редко, а с 1859 года не играл вовсе. Во время матча Андерсена и Морфи был секундантом американского маэстро.
Французский мастер играл в позиционном стиле, часто применял ферзевый гамбит.

## Спортивные результаты
| Год  | Город     | Турнир                           | +  | −  | = | Результат | Место |
| ---- | --------- | -------------------------------- | -- | -- | - | --------- | ----- |
| 1836 | Лондон    | Серия партий против Дж. Уокера   | 5  | 3  | 1 | 5½ из 9   |       |
|      | Лондон    | Серия партий против Фрейзера     | 1  | 0  | 2 | 2 из 3    |       |
| 1842 | Лондон    | Серия партий против Дж. Кохрена  | 4  | 6  | 1 | 4½ из 11  |       |
|      | Париж     | Серия партий против Дж. Шультена | 11 | 1  | 0 | 11 из 12  |       |
| 1843 | Лондон    | Серия партий против Г. Стаунтона | 3  | 2  | 1 | 3½ из 6   |       |
|      | Париж     | Матч против Г. Стаунтона         | 6  | 11 | 4 | 8 из 21   |       |
| 1852 | Нью-Йорк  | Серия партий против Ч. Стэнли    | 4  | 4  | 0 | 4 из 8    |       |
| 1858 | Бирмингем | Международный турнир             |    |    |   | из        | 5     |
| 1859 |           | Серия партий против П. Морфи     | 0  | 5  | 2 | 1 из 7    |       |